# Phajol Moolsan
Phajol Moolsan (in thai: ผจญ มูลสัน; 13 settembre 1968) è un ex pugile thailandese.

## Palmarès

### Olimpiadi
- 1 medaglia:
  - 1 bronzo (Seul 1988 nei pesi gallo)